# 首脳
| ウィキペディアには「首脳」という見出しの百科事典記事はありません（タイトルに「首脳」を含むページの一覧/「首脳」で始まるページの一覧）。 代わりにウィクショナリーのページ「首脳」が役に立つかもしれません。 |